# Sliedrecht
Sliedrecht (anhörenⓘ) ist eine Gemeinde in den Niederlanden, Provinz Südholland. Sie hat eine Gesamtfläche von 14,01 km². Am 1. Januar 2025 hatte sie 26.601 Einwohner.

## Lage und Wirtschaft
Sliedrecht, ein Dorf mit dem Aussehen einer kleinen Industriestadt, liegt am Nordufer der Merwede, im Polder Alblasserwaard. Es liegt östlich von Dordrecht und westlich von Hardinxveld-Giessendam. Sliedrecht hat zwei Kleinbahnhöfe an der Eisenbahnlinie Dordrecht – Geldermalsen (westliches Segment der Bahnstrecke Elst–Dordrecht). Es liegt an der Autobahn Rotterdam – Tiel – Arnhem/Nijmegen. Sliedrecht hat einen Binnenhafen.
Sliedrecht ist von alters her das Zentrum der Baggerindustrie der Niederlande. Es gibt dort auch Zulieferungsbetriebe, die z. B. Schiffs- und Maschinenteile und Baumaterialien herstellen.
Interessant ist das Museum über diese Industrie (Baggermuseum) in Sliedrecht.

## Geschichte
Der Name besteht aus den Elementen : Slie = ein kleiner Fluss, oder; Schlick; und; drecht = Strom oder : Wasserübergang (die Etymologie ist ungewiss).
Zur Zeit des Grafen von Holland Floris V. (1277) war bei Sliedrecht schon ein Deich gebaut worden. Bei der Elisabethsflut vom 18./19. November 1421 wurde der Ort (der sich damals an einer anderen Stelle befand) überflutet; die Bewohner bauten an der heutigen Stelle einen neuen Ort.
Die erste Blütezeit Sliedrechts war die Periode 1600 bis 1650.
Bis etwa 1900 war die Fischerei auf dem Fluss sehr bedeutend; sie wich dem Deichbauerhandwerk.
Auch der Anbau von Weidenholz („rijshout“) als Rohstoff für Deiche war bedeutend (siehe auch Baggerindustrie#Geschichte).
Sliedrecht wurde im Zweiten Weltkrieg mehrmals bombardiert.
Am 8. Juli 1940 warf ein Bomber der Royal Air Force einige Bomben.
Nach dem Krieg profitierte Sliedrecht von der Blüte des Rotterdamer Hafens und der Wasserbauindustrie.

## Politik

### Sitzverteilung im Gemeinderat
In Sliedrecht kommt der Gemeinderat seit 1982 wie folgt zustande:
| Partei           | Sitze | Sitze | Sitze | Sitze | Sitze | Sitze | Sitze | Sitze | Sitze | Sitze | Sitze |
| Partei           | 1982  | 1986  | 1990  | 1994  | 1998  | 2002  | 2006  | 2010  | 2014  | 2018  | 2022  |
| ---------------- | ----- | ----- | ----- | ----- | ----- | ----- | ----- | ----- | ----- | ----- | ----- |
| ChristenUnie     | –     | –     | –     | –     | –     | 6     | 7     | 7     | 7     | 7     | 7     |
| SGP              | 5     | 5     | 5     | 6     | 6     | 6     | 7     | 7     | 7     | 7     | 7     |
| RPF              | 5     | 5     | 5     | 6     | 6     | –     | –     | –     | –     | –     | –     |
| GPV              | –     | –     | 5     | 6     | 6     | –     | –     | –     | –     | –     | –     |
| PRO Sliedrecht a | 1     | 1     | 2     | 3     | 3     | 4     | 2     | 4     | 5     | 5     | 5     |
| CDA              | 3     | 4     | 4     | 3     | 3     | 3     | 2     | 3     | 3     | 3     | 3     |
| PvdA             | 6     | 7     | 6     | 4     | 5     | 4     | 6     | 3     | 2     | 2     | 2     |
| D66              | 1     | –     | –     | 1     | 5     | –     | –     | –     | –     | 1     | 0     |
| Slydregt.NU      | –     | –     | –     | –     | –     | –     | –     | –     | –     | 1     | 2     |
| VVD              | 3     | 2     | 2     | 2     | 2     | 2     | 2     | 2     | 2     | 2     | 2     |
| Gesamt           | 19    | 19    | 19    | 19    | 19    | 19    | 19    | 19    | 19    | 21    | 21    |

Anmerkungen

### Bürgermeister
Seit dem 13. April 2021 ist Jan de Vries (CDA) amtierender Bürgermeister der Gemeinde. Zu seinem Kollegium zählen die Beigeordneten Hans Tanis (ChristenUnie/SGP), Hanny Visser-Schlieker (PRO Sliedrecht) sowie die Gemeindesekretärin Rita van Breugel.

## Sehenswürdigkeiten
- Nationaal Baggermuseum
- Sliedrechts Museum

## Töchter und Söhne der Stadt
- Jan Koopmans (1905–1945), Theologe
- Maria Korporal (* 1962), bildende Künstlerin
- Daniël Mensch (* 1978), Ruderer
- Robert Smeets (* 1985), australischer Tennisspieler